# Harpactea diraoi
Harpactea diraoi este o specie de păianjeni din genul Harpactea, familia Dysderidae, descrisă de Brignoli, 1978.
Este endemică în Turcia. Conform Catalogue of Life specia Harpactea diraoi nu are subspecii cunoscute.